# 中國電力投資集團公司
中國電力投資集團公司，簡稱中電投，成立於2003年，是中華人民共和國五大國有電力集團中资产规模最小的一家，主要負責開發、投資、建設、經營和管理電力生產和銷售以及煤炭、铝业、铁路、港口产业。中电投2014年总装机达到9667.47万千瓦，其中清洁能源比重上升到38.47%。2014年全年实现营收100.17亿元，净利润12.12亿元。
公司的其中一間子公司是在香港上市的中國電力國際發展。中國電力國際發展的直接母公司是中國電力國際有限公司。
中电投是中国大陆拥有核电项目开发建设资质的三家企业之一，另外两家是中核集团和中广核集团。
2015年5月29日經報國務院批准，中國電力投資集團公司和國家核電技術有限公司重組成立中国国家电力投资集团公司。

## 歷史

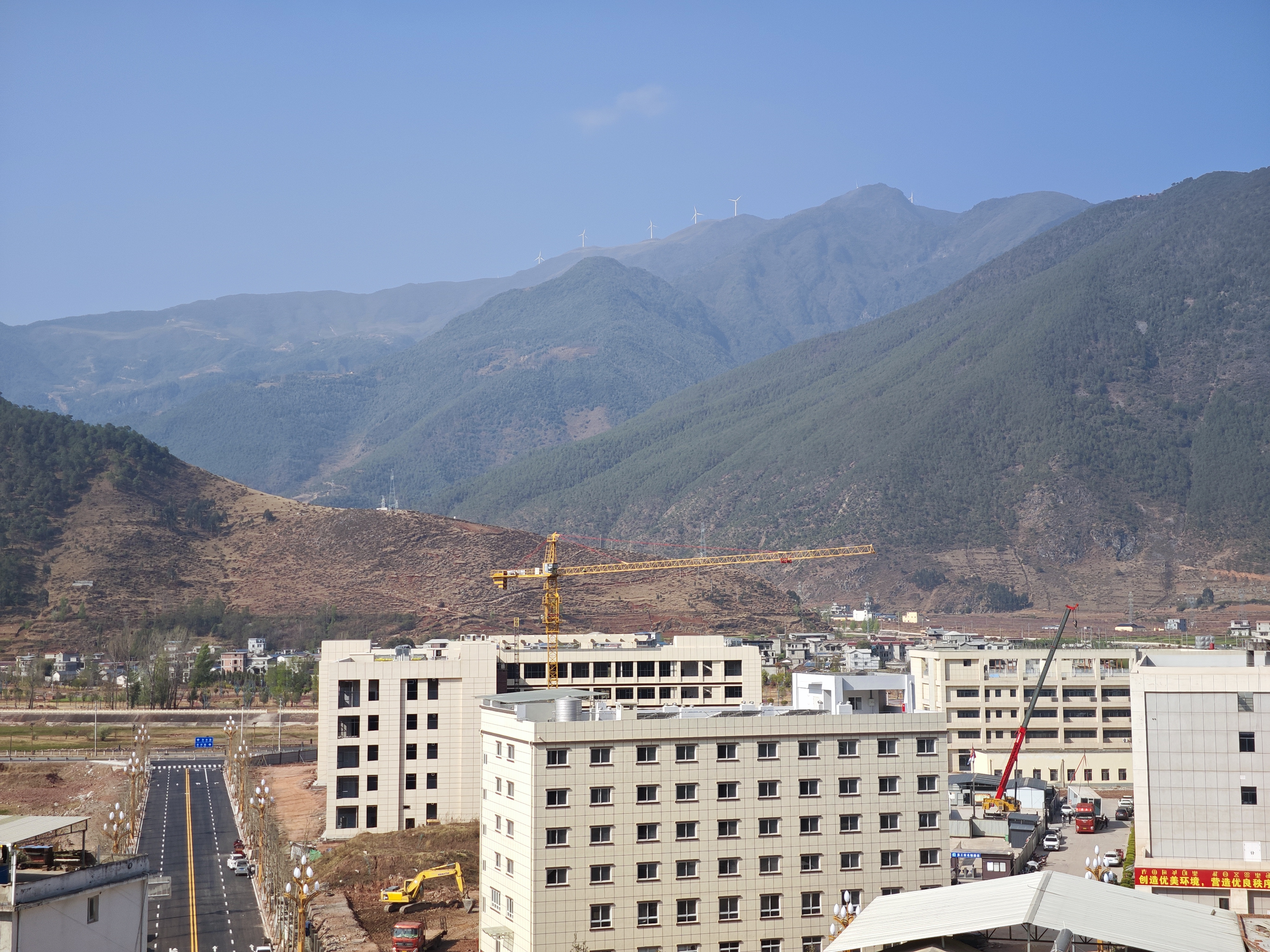
中电投喜德县则约风电场

中國電力投資集團公司（英語：China Power Investment Corporation）的前身是"中國電力國際有限公司" （英語：China Power International Holding Limited，簡稱中電國際），是電力工業部在1994年於英屬香港創立的窗口公司。1998年起成為国家电力公司全资子公司。2002年，國務院印發《电力体制改革方案》，撤銷国家电力公司並實施廠網分離，建立多個發電集團公司等。2003年中國電力投資集團公司正式創立（中國電力投資集團公司在企業法人營業執照的創立日期是2003年3月31日）。中國電力國際有限公司成為中國電力投資集團公司的全資子公司。
2004年，中國電力國際有限公司又創立孫公司中國電力國際發展（英語：China Power International Development Limited，簡稱中國電力），並於香港交易所上市。集團公司透過「中電國際」及「中電國際」的子公司：在英屬處女群島註冊的（非正式中文名稱"中國電力發展有限公司"），持有「中國電力」控股權。
2006年，中國電力國際有限公司與慧峰集團、南方電網組成合資公司「中港電力」，計劃為香港供電，但最後並未實行。

## 合營公司
- 辽宁红沿河核电有限公司 （45%）經營红沿河核电站[10]

## 外部連結
- 官方网站